# Waterslangen
Waterslangen (Natricinae) zijn een onderfamilie van slangen.
Een aantal soorten zet geen eieren af, maar brengt de jongen levend ter wereld; ze zijn eierlevendbarend. Bekende soorten zijn de dobbelsteenslang en de ringslang uit het geslacht Natrix. Ook de kousenbandslangen uit het geslacht Thamnophis genieten enige bekendheid, daar zij vaak in gevangenschap worden gehouden als exotisch huisdier.
Waterslangen laten bij bedreiging hun ontlasting lopen of scheiden een stinkende vloeistof af uit de anaalklieren, ook worden schijnaanvallen uitgevoerd. Vrijwel alle waterslangen zijn onschuldige dieren die niet snel zullen bijten. Een aantal soorten echter staat bekend als agressief en de soorten uit het geslacht Rhabdophis zijn aan te merken als giftig, een beet kan voor de mens fatale gevolgen hebben.

## Naam en indeling
De onderfamilie telt 253 soorten in 38 geslachten, veertien geslachten zijn monotypisch. Dit betekent dat zij slechts door een enkele soort worden vertegenwoordigd.
De groep werd lange tijd als een aparte familie beschouwd, maar wordt tegenwoordig gezien als een onderfamilie gezien van de familie toornslangachtigen.

## Uiterlijke kenmerken
Waterslangen worden middelgroot tot groot, de lichaamslengte varieert van ongeveer een meter tot bijna twee meter. De kop is meestal duidelijk van het lichaam te onderscheiden door de aanwezigheid van een duidelijke insnoering. De ogen hebben altijd een ronde pupil. Ze onderscheiden zich van veel andere slangen doordat de tanden in de onderkaak ongeveer even groot zijn maar de tanden in de bovenkaak naar achterzijde toe steeds langer worden. Dit dient om glibberige prooidieren vast te houden terwijl ze worden doorgeslikt. De schubben hebben vaak zintuiglijke orgaantjes aan de voorzijde. De schubben onder de staart (caudaalschubben) zijn meestal gepaard.

## Verspreiding en habitat
Waterslangen kennen een zeer groot verspreidingsgebied en komen vrijwel wereldwijd voor. In Nederland komt ook een vertegenwoordiger voor; de ringslang (Natrix helvetica).
Waterslangen worden zo genoemd vanwege hun waterminnende levenswijze, veel soorten leven langs de oevers van rivieren en meren in bossen, moerassen, graslanden en draslanden. Veel soorten leven van waterdieren zoals vissen en amfibieën, enkele soorten hebben zich gespecialiseerd in het eten van rivierkreeften.

## Geslachten
Onderstaand zijn de geslachten weergegeven, met het soortenaantal, de auteur en het verspreidingsgebied.
| Naam             | Aantal soorten | Auteur                                                            | Verspreidingsgebied |
| ---------------- | -------------- | ----------------------------------------------------------------- | --- |
| Adelophis        | 2              | Dugès, 1879                                                       | Midden-Amerika; Mexico |
| Afronatrix       | 1              | Cope, 1861                                                        | Afrika; Liberia, Sierra Leone, Senegal, Ivoorkust, Burkina Faso, Guinea, Mali, Nigeria, Kameroen, Ghana, Togo en Benin |
| Amphiesma        | 1              | Linnaeus, 1758                                                    | Azië; Taiwan, China, Sri Lanka, India, Bhutan, Myanmar, Thailand, Vietnam, Laos, Cambodja, Nepal en Pakistan, mogelijk op de Andamanen |
| Amphiesmoides    | 1              | Werner, 1924                                                      | Azië; China en Vietnam |
| Anoplohydrus     | 1              | Werner, 1909                                                      | Azië; Indonesië |
| Aspidura         | 9              | Wagler, 1830                                                      | Azië; Sri Lanka |
| Atretium         | 2              | Cope, 1853                                                        | Azië; China, Sri Lanka, India, Nepal en Bangladesh |
| Blythia          | 2              | Blyth, 1855                                                       | Azië; India, Myanmar en China |
| Clonophis        | 1              | Kennicott, 1856                                                   | Noord-Amerika; Verenigde Staten |
| Fowlea           | 8              | Theobald, 1868                                                    | Azië; Afghanistan, Pakistan, Sri Lanka, India, Bangladesh, Bhutan, Nepal, Myanmar, Cambodja, Thailand, Laos, Taiwan, Vietnam, Maleisië, Singapore, China en de Andamanen, mogelijk op de Nicobaren |
| Haldea           | 1              | Linnaeus, 1766                                                    | Noord-Amerika; Verenigde Staten |
| Hebius           | 44             | Thompson, 1913                                                    | Azië; India, Myanmar, Laos, Vietnam, Thailand, China, Cambodja, Indonesië, Japan, Maleisië, Brunei, Nepal, Bhutan, Singapore, Korea en Rusland |
| Helophis         | 1              | de Witte, 1922                                                    | Afrika; Congo-Kinshasa en Congo-Brazzaville |
| Herpetoreas      | 5              | Günther, 1860                                                     | Azië; Pakistan, India, Nepal, Myanmar, Bangladesh, Bhutan, China |
| Hydrablabes      | 2              | Boulenger, 1891                                                   | Azië; Maleisië, Indonesië en Brunei |
| Hydraethiops     | 2              | Günther, 1872                                                     | Afrika; Gabon, Congo-Kinshasa, Congo-Brazzaville, Centraal-Afrikaanse Republiek en Kameroen |
| Iguanognathus    | 1              | Boulenger, 1898                                                   | Azië; Indonesië |
| Isanophis        | 1              | Taylor & Elbel, 1958                                              | Azië; Thailand |
| Limnophis        | 3              | Günther, 1865                                                     | Afrika; Zambia, Congo-Kinshasa, Angola, Botswana en Namibië |
| Liodytes         | 3              | Cope, 1885                                                        | Noord-Amerika; Verenigde Staten |
| Natriciteres     | 6              | Loveridge, 1953                                                   | Afrika; Mozambique, Zimbabwe, Botswana, Zambia, Soedan, Angola, Congo-Kinshasa, Congo-Brazzaville, Centraal-Afrikaanse Republiek, Gabon, Equatoriaal-Guinea, Kameroen, Nigeria, Togo, Benin, Ghana, Ivoorkust, Senegal, Guinea, Mali, Tanzania, Ethiopië, Somalië, Oeganda, Namibië, Zuid-Afrika, Liberia, Sierra Leone en Burkina Faso |
| Natrix           | 5              | Laurenti, 1768                                                    | Europa, westelijk Azië en het Midden-Oosten; Noorwegen, Zweden, Finland, Frankrijk, België, Nederland, Luxemburg, Duitsland, Polen, Tsjechië, Denemarken, Oostenrijk, Zwitserland, Italië, Hongarije, Roemenië, Kroatië, Slovenië, Slowakije, Bosnië en Herzegovina, Montenegro, Macedonië, Servië, Albanië, Bulgarije, Griekenland, Cyprus, Spanje, Portugal, Gibraltar, Iran, Irak, Syrië, Rusland, China, Turkije, Afghanistan, Oekraïne, Armenië, Georgië, Azerbeidzjan, Kazachstan, Turkmenistan, Tadzjikistan, Oezbekistan, Kirgizië, Pakistan, Jordanië, Libanon, Egypte, Israël, het Verenigd Koninkrijk en Liechtenstein |
| Nerodia          | 10             | Baird & Girard, 1853                                              | Noord- en Midden-Amerika; Canada, de Verenigde Staten, Mexico, Guatemala en Belize |
| Opisthotropis    | 25             | Günther, 1872                                                     | Azië; Filipijnen, Indonesië, Brunei, Maleisië, Vietnam, China, Thailand, Laos en Japan |
| Paratapinophis   | 1              | Angel, 1929                                                       | Azië; China, Laos en Thailand |
| Pseudagkistrodon | 1              | Boulenger, 1906                                                   | Azië; Taiwan en China |
| Regina           | 2              | Baird & Girard, 1853                                              | Noord-Amerika; Canada en de Verenigde Staten |
| Rhabdophis       | 27             | Fitzinger, 1843                                                   | Azië; Indonesië, Thailand, Vietnam, Cambodja, Laos, Myanmar, Maleisië, Singapore, Bhutan, Bangladesh, Nepal, India, China, Rusland, Noord-Korea, Zuid-Korea, Taiwan, Japan, Sri Lanka, Pakistan, Filipijnen en Brunei |
| Rhabdops         | 2              | Boulenger, 1893                                                   | Azië; India |
| Smithophis       | 4              | Giri, Gower, Das, Lalremsanga, Lalronunga, Captain & Deepak, 2019 | Azië; India, Myanmar en China |
| Storeria         | 5              | Baird & Girard, 1853                                              | Midden- en Noord-Amerika; Canada, de Verenigde Staten, Mexico, Guatemala, Honduras en mogelijk in Belize |
| Thamnophis       | 35             | Fitzinger, 1843                                                   | Noord- en Midden-Amerika; Canada, de Verenigde Staten, Mexico, Belize, Honduras, Nicaragua, Costa Rica, Guatemala, de Bahama's en El Salvador |
| Trachischium     | 7              | Günther, 1858                                                     | Azië; Nepal, Bangladesh, India, Bhutan en China |
| Trimerodytes     | 6              | Rossman & Eberle, 1979                                            | Azië; Taiwan, Myanmar, Thailand, Vietnam, India, China, Taiwan en Laos |
| Tropidoclonion   | 1              | Hallowell, 1856                                                   | Noord-Amerika; Verenigde Staten |
| Tropidonophis    | 19             | Jan, 1863                                                         | Azië; Papoea-Nieuw-Guinea, Nieuw-Guinea, Indonesië en de Filipijnen |
| Virginia         | 1              | Baird & Girard, 1853                                              | Noord-Amerika; Verenigde Staten |
| Xenochrophis     | 5              | Günther, 1864                                                     | Azië; Pakistan, Nepal, Bangladesh, Brunei, Myanmar, Cambodja, India, Indonesië, Laos, Maleisië, Singapore, Thailand en Vietnam, geïntroduceerd in Puerto Rico |